# Tun-chuang
Tun-chuang (čínsky: tradiční znaky: 敦煌, pinyin: Dūnhuáng; jiný zápis tradičními znaky: 燉煌, zjednodušenými znaky 炖煌, pinyinem: Dùnhuáng) je městský okres na severozápadě čínské provincie Kan-su. Díky své strategické poloze bylo město Tun-chuang jedním z hlavních center hedvábné stezky.
Město leží v oáze zahrnující jezera Jüe-ja-čchüan a Ming-ša Šan. V blízkosti města se nachází jeskyně Mo-kao, ve kterých bylo nalezeno obrovské množství uměleckých památek a literárních spisů.